# Wenecja (Ostrów Wielkopolski)
Wenecja (łac. Venetia, niem. Venecia) – dzielnica Ostrowa Wielkopolskiego, położona w północnej jego części nad ciekiem Ołobok. Także nazwa osiedla administracyjnego (Osiedle II Wenecja) obejmującego całą północną część Ostrowa.

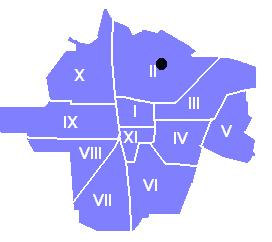
Lokalizacja d. folwarku Wenecja

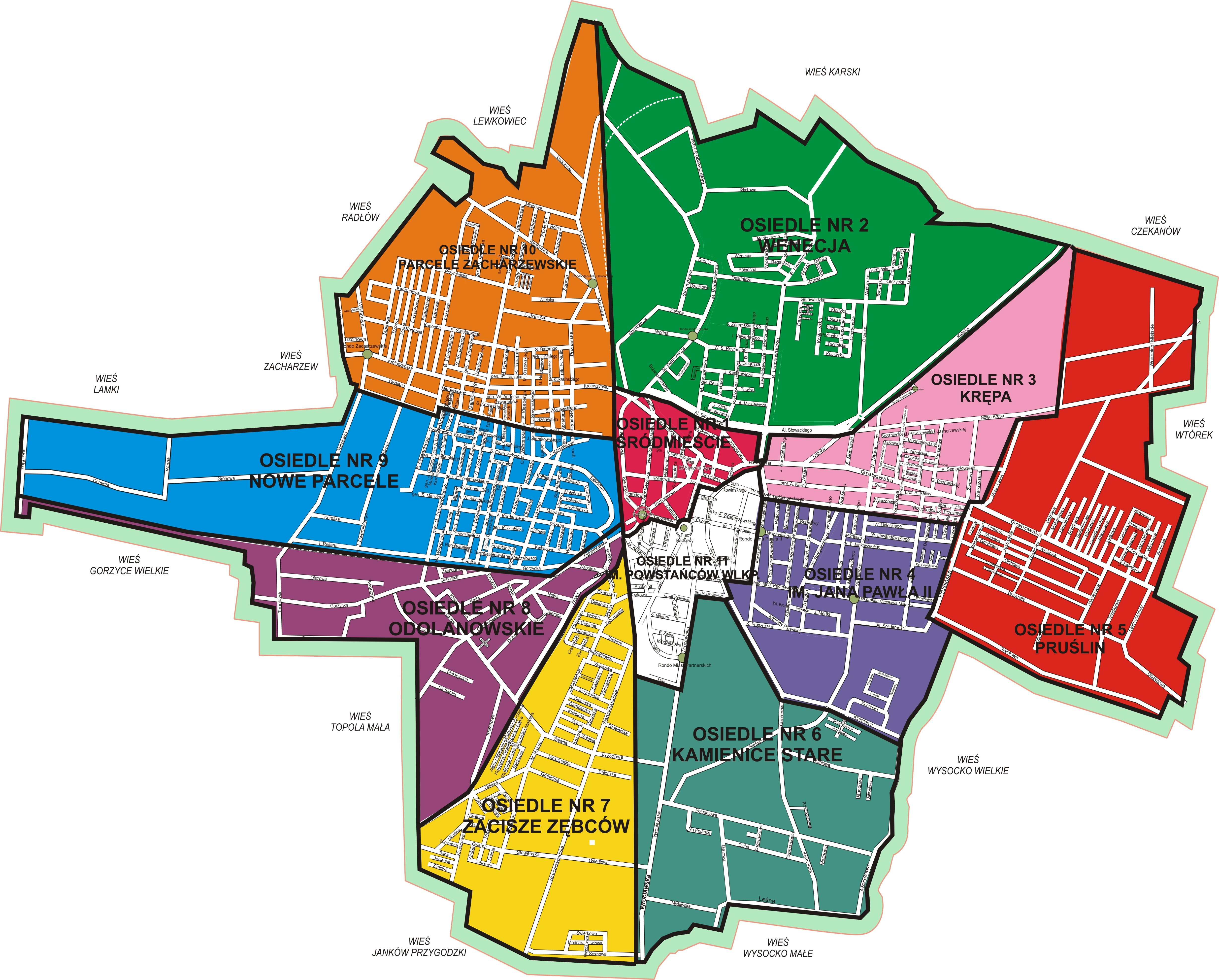
Osiedle administracyjne nr 2 - Wenecja (kolor zielony)

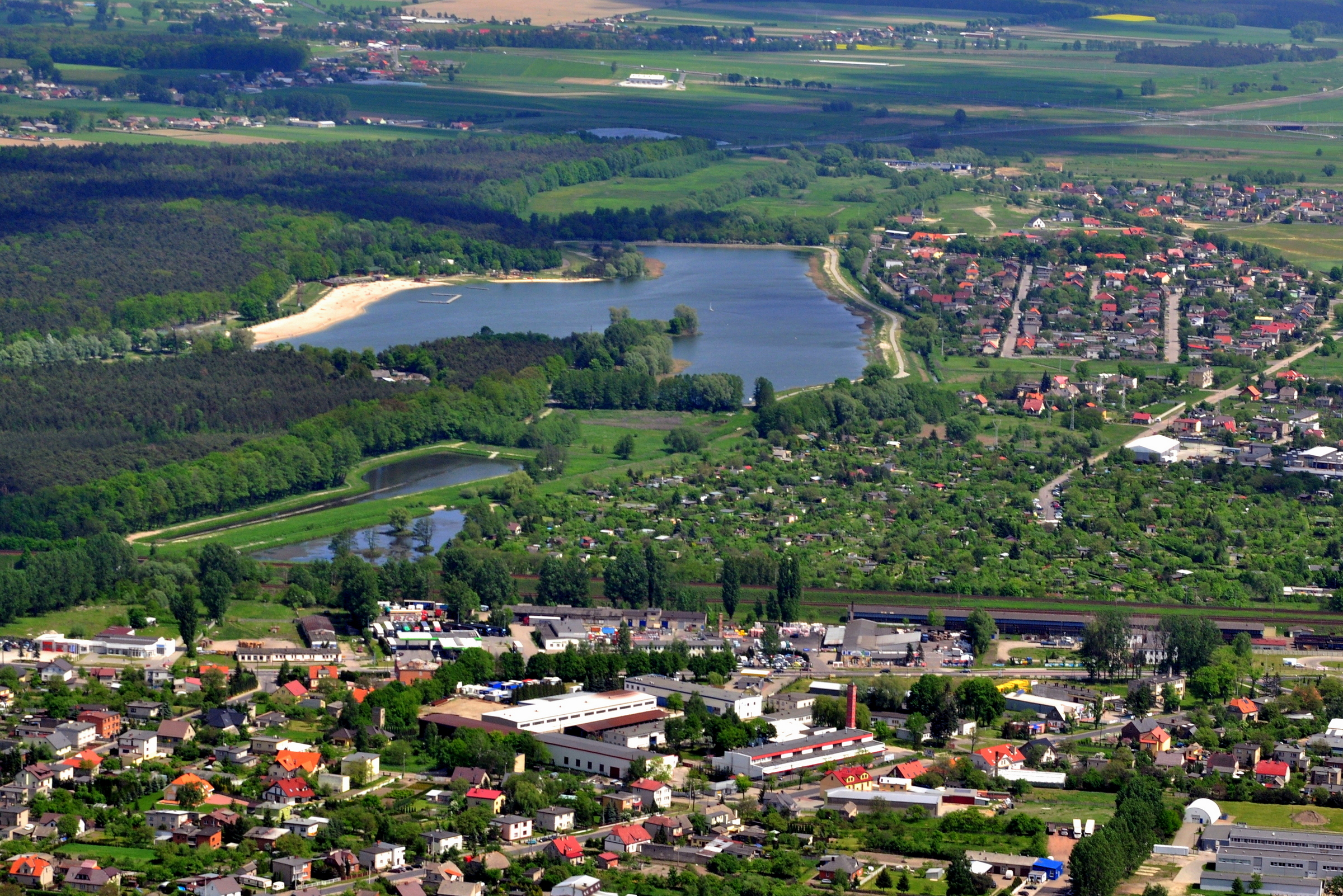
Wenecja z lotu ptaka

## Historia
Dawniej posiadający zaledwie kilku - kilkunastu stałych mieszkańców obszar w widłach Ołoboku i Krępianki, otoczony podmokłymi łąkami (stąd nazwa). Powstał tam w XIX wieku folwark z gospodą. Gospoda owa stała się wkrótce miejscem tajnych zbiórek członków ostrowskich organizacji narodowościowych. Tutaj, w 1908 roku, powstał pierwszy na terenach zaboru pruskiego, polski gimnazjalny klub sportowy Venetia, założony przez wychowanków ostrowskiego Gimnazjum Męskiego (ob. SKS Venetia). Przyłączono ją do Ostrowa w roku 1934.

## Osiedla
Obecne administracyjne osiedle Wenecja obejmuje teren dawnej dzielnicy Wenecja zajęty przez nową zabudowę jednorodzinną oraz osady i osiedla z nią związane:
- Nowy Staw (Neuteich), Stary Staw (Altteich), Szczygliczka (Stieglitzka) i Piaski (Sandkrug) tworzące część zespołu Piaski-Szczygliczka. Znajduje się tu Las Piaski, zbiornik rekreacyjny oraz Park Kultury i Wypoczynku.
- tzw. Nowa Dzielnica, willowa, od lat 80. XX wieku także osiedla domów wielorodzinnych
- osiedle Grunwaldzkie między ul. Grunwaldzką, Torową i Mazurską
- Wenecja "przemysłowa". Zajęta w przeważającej części przez hurtownie, magazyny oraz zakłady przemysłowe: MAHLE Behr Ostrów Wielkopolski, Sklejka-Eko.
- niezabudowane tzw. Nowe Miasto, po wschodniej stronie os. Grunwaldzkiego. Teren, który w latach 70. zakwalifikowany został do pełnienia funkcji centrotwórczych.

## Parki

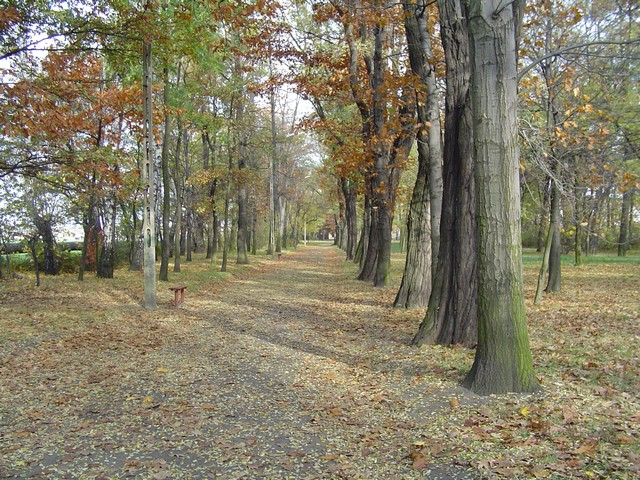
Park Bracki

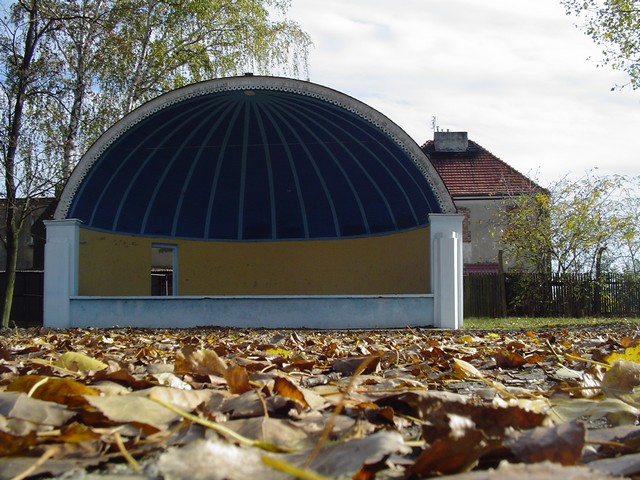
Park Bracki, muszla koncertowa

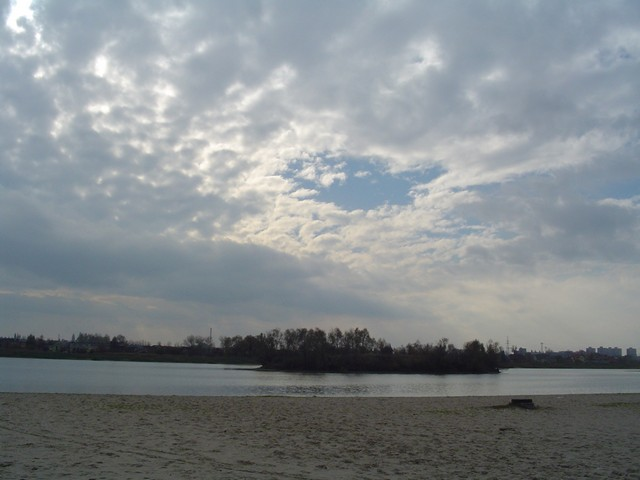
Park Kultury i Wypoczynku Piaski-Szczygliczka

- Ogród Bracki, park zrewaloryzowany przez ostrowskie Kurkowe Bractwo Strzeleckie, strzelnica, muszla koncertowa, miejsce martyrologii
- Park Północny, najmłodszy ostrowski park
- Park Kultury i Wypoczynku Piaski-Szczygliczka
- Park Europejski, nieistniejący już, przy dawnej Lindzie (p. Zabytki)

## Rekreacja
- Park Kultury i Wypoczynku Piaski-Szczygliczka, ośrodek wypoczynkowy, kolejka wąskotorowa (nieczynna), zbiornik wodny, kemping, amfiteatr, stanica harcerska, lokale handlowe i usługowe, boiska i in.
- ośrodek jazdy konnej przy motelu Borowianka, kryta ujeżdżalnia

## Skanseny
- Skansen Pszczelarski im. Marty i Edwarda Pawlaków w Parku Olbrzymich Owadów na terenie Parku Przygód Piasków-Szczygliczka

## Zabytki
- wille najznaczniejszych obywateli Ostrowa, z początku XX wieku, kilka obiektów zlokalizowanych przy ulicach Spichrzowej i Wańkowicza, reprezentują secesję oraz historyzm
- wille z lat międzywojennych w Nowej Dzielnicy reprezentujące m.in. tzw. styl dworkowy, odwołujące się do klasycyzmu
- pozostałości budynków po Rzeźni Miejskiej, później Zakładów Mięsne Krotoszyn, elementy neogotyckie w najstarszych budynkach.
- Lindenhein (Lipowy Gaj) - dawna restauracja przy ulicy Spichrzowej, posiadała niegdyś obszerny ogród zwany Parkiem Europejskim, utrzymana w stylu neogotyckim, gościli tu jako żołnierze 221. Pułku Piechoty m.in. Jarosław Iwaszkiewicz i Aleksander Wat
- cmentarz żydowski, zniszczony przez hitlerowców, lapidarium
- cmentarz rzymskokatolicki: pomnik Powstańców Wielkopolskich, groby zasłużonych dla Ostrowa, m.in. Walentego Śmigielskiego, Stefana Rowińskiego, Aleksandra Dubiskiego, Tadeusza Jankowskiego, Wojciecha Sikory, Lecha Ziemskiego, Leona Płotki, Czesława Majorka oraz pierwszego poległego powstańca wielkopolskiego Jana Mertki

## Szlaki turystyczne
Przez Wenecję przebiegają szlaki turystyczne:
- pieszy: Ostrów - Wenecja - Piaski-Szczygliczka - Stary Staw - Lewków
- rowerowy - Transwielkopolska Trasa Rowerowa, odcinek południowy: Poznań - Ostrów - Siemianice

Ponadto, przez Piaski-Szczygliczkę znajdującą się w granicach adm. osiedla Wenecja przebiega szlak:
- rowerowy: Piaski - Nowy Staw - Szczygliczka - Raszków